# Auguste Serrurier
Auguste Serrurier (født 25. marts 1857 i Denain, død 21. marts 1924 smst.) var en fransk bueskytte, som deltog i OL 1900 i Paris.
Serrurier stillede op i to fugleskydningsdiscipliner, henholdsvis med små og store mål (fransk: Sur la perche à la pyramide og Sur la perche à la herse), ved OL 1900, den eneste gang disse discipliner var på OL-programmet. Begge discipliner gik ud på at ramme et mål på en 28 m høj pæl. Det vides, at der deltog ti skytter i begge konkurrencer, men samtidige kilder anfører, at der har været et stykke over hundrede deltagere. I disciplinen med små mål vandt franske Émile Grumiaux konkurrencen foran Serrurier, mens Louis Glineux fra Belgien blev nummer tre. I disciplinen med store mål blev Serrurier ligeledes nummer to, denne gang efter belgiske Emmanuel Foulon, mens en anden belgier blev nummer tre.